# Wiedergeburt (ukrainische Partei)
Wiedergeburt (ukrainisch Відродження) ist eine gemäßigte liberal-konservative politische Partei in der Ukraine. Sie hat 22 Abgeordnete in der Werchowna Rada.

## Inhalte
Die Partei setzt sich für eine breite Dezentralisierung, ein transparentes Haushaltssystem, Reformen im Gesundheitswesen sowie für eine Erhöhung der Sozialausgaben ein.

## Geschichte

### Partei „Wiedergeburt“
Die Partei „Wiedergeburt“ wurde 2004 durch Heorhij Kirpa gegründet, der zu der Zeit Minister für Transport und Kommunikation der Ukraine war. Die Partei unterstützte Präsident Wiktor Janukowytsch bei den Präsidentschaftswahlen 2004. Ende des Jahres wurde Kirpa tot aufgefunden, angeblich durch Selbstmord getötet.

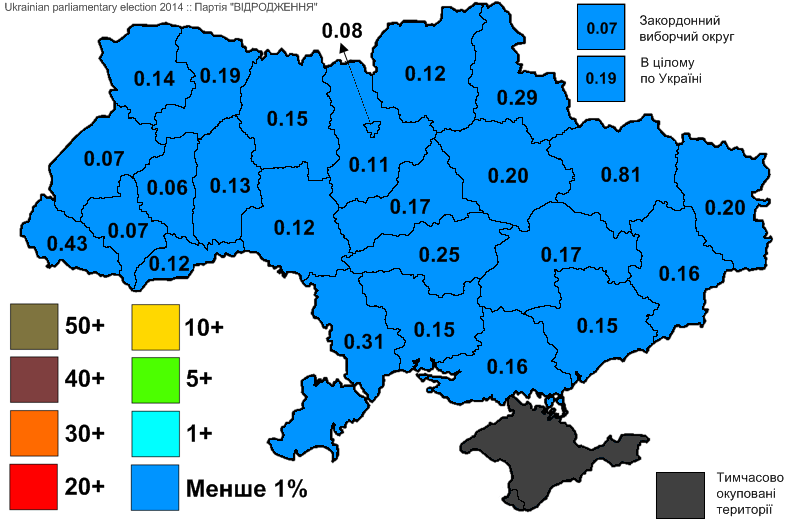
Ergebnisse bei den Parlamentswahlen 2014

Bei der Parlamentswahl 2006 erhielt die Partei 0,96 % der Stimmen. 2007 und 2012 trat sie nicht an, 2014 erhielt sie 0,19 %.
2015 trat die vorher eigenständige Werchowna Rada-Fraktion „Wiedergeburt“ der Partei bei. Seitdem verfügt die Partei über 22 Abgeordnete im Parlament.

### Fraktion „Wirtschaftliche Entwicklung“
Am 27. Februar 2014 spaltete sich wenige Tage nach dem politischen Umbruch in der Ukraine eine Fraktion „Wirtschaftliche Entwicklung“ von der bis dahin regierenden Fraktion der Partei der Regionen ab. Sie wurde einige Tage später Mitglied der neuen Regierungskoalition unter dem Ministerpräsidenten Arsenij Jazenjuk.
Am 5. März 2015 beschloss sie die Umbenennung in Fraktion „Wiedergeburt“, am 5. Juni schloss sie sich der Partei „Wiedergeburt“ an. Bis zu diesem Zeitpunkt waren die meisten Abgeordneten Mitglieder der Partei der Regionen.

### Ab 2015
Bei den Regionalwahlen 2015 bekam die Partei 3,8 % der Stimmen und 9 Abgeordnete in Regionalparlamenten.
Die Bürgermeister der zweitgrößten Stadt Charkiw und von Uschhorod sind Mitglieder der Partei.